# أويف إن تيرنويس
أويف إن تيرنويس (بالفرنسية: Œuf-en-Ternois)‏ هي بلدية تقع في إقليم باد كاليه من منطقة نور با دو كاليه في شمال فرنسا. تبلغ مساحة هذه المدينة 8.75 (كم²)، وترتفع عن سطح البحر 118 م، يبلغ عدد سكانها 256 نسمة حسب إحصاء المعهد الوطني للإحصاء والدراسات الاقتصادية سنة 2009 م. وترأس Christine Kap البلدية خلال فترة (2008-2014).